# کورن
کورن (به انگلیسی: Korn) (به صورت نوشتاری KoЯn) یک گروه نیو متال آمریکایی از شهر بیکرزفیلد، کالیفرنیا است که در سال ۱۹۹۳ تشکیل شد. ترکیب گروه از پنج عضو تشکیل می‌شود: جاناتان دیویس، جیمز شفر، رجینالد آرویزو، ری لوزیر، برایان ولش.
کورن در اصل به وسیله سه نفر از اعضای گروه ال.ای.پی.دی تأسیس شده‌است.
گروه اولین نسخه نمایشی خود را با نام (Neidermayer's Mind) در سال ۱۹۹۳ منتشر کرد. یکسال بعد در سال ۱۹۹۴ دومین آلبوم (Korn) و به دنبال آن در سال ۱۹۹۶ (Life Is Peachy) منتشر شد. کورن موفیقت اصلی خود را با (Follow the Leader) در سال ۱۹۹۸ و (Issues) در سال ۱۹۹۹ تجربه کرد که هر دو به بازار عرضه شد و در بیلبورد ۲۰۰ تایی، اول شد. این موفیقت با انتشار آلبوم‌های بعدی (Untouchables) در سال ۲۰۰۲ و (Take a Look in the Mirror) در سال ۲۰۰۳ ادامه یافت.
آلبوم گردآوری‌شده (Greatest Hits Vol. 1) در سال ۲۰۰۴، که شامل ۱۰ سال تک‌آهنگ‌های گروه بود و گروه برای ضبط آن با کمپانی‌های اپیک رکوردز و ایمورتال رکوردز قرارداد بسته بود، منتشر شد. آن‌ها با همکاری ویرجین رکوردز آلبوم‌های (See You on the Other Side) در سال ۲۰۰۵ و (untitled album) در سال ۲۰۰۷ را منتشر کردند. بعدها کورن، آلبوم‌های ( Korn III: Remember Who You Are) در سال ۲۰۱۰ و ( The Path of Totality) در سال ۲۰۱۱ را به وسیله رودرانر رکوردز منتشر کرد.
کارهای کورن تا کنون حدود ۳۵ میلیون نسخه در سطح جهان به فروش رسیده است.
تا به امروز، یازده عدد از آثار رسمی منتشر شده گروه در "ده برتر" بیلبورد ۲۰۰ تایی در بالای این جدول قرار گرفته اند، که هشت عدد از آن‌ها در بالای "پنج برتر" بوده‌اند. هشت اثر از آثار رسمی گروه نیز گواهی پلاتینیوم یا مولتی پلاتینیوم از انجمن صنعت ضبط آمریکا (RIAA) و یکی از آن‌ها گواهی طلا گرفته‌است. کورن تا کنون ۷ آلبوم ویدئویی و ۳۹ موزیک ویدئو منتشر کرده‌است. آن‌ها در حال حاضر دارای ۴۱ تک‌آهنگ، که ۲۸ تای آن‌ها در جدول آهنگ‌های پر فروش بوده‌است، هستند. گروه تا بحال ۷ بار نامزد دریافت جایزه گرمی شده‌است که از این تعداد موفق به کسب دو جایزه شده‌است. همچنین از یازده بار نامزد شدن در دریافت جوایز موزیک ویدئوی ام‌تی‌وی، دو عدد از آن‌ها را برنده شده‌است.
Falling Away From Me

## اعضا

### اعضای کنونی
- جاناتان دیویس : خواننده اصلی، نی‌انبان (۱۹۹۳–تا کنون)
- رجینالد آرویزو : بیس (۱۹۹۳–تا کنون)
- جیمز شفر : گیتار، همخوان (۱۹۹۳–تا کنون)
- برایان ولش : گیتار، همخوان  (۱۹۹۳–۲۰۰۵، ۲۰۱۳ تا کنون)
- ری لوزیر : درامز، پرکاشن (۲۰۰۷–تا کنون)

### اعضای پیشین
دیوید سیلوریا : درامز، پرکاشن (۱۹۹۳–۲۰۰۶)

## آلبوم‌ها
- ۱۹۹۴: کورن (به انگلیسی: Korn)
- ۱۹۹۶: زندگی هلویی است (به انگلیسی: Life Is Peachy)
- ۱۹۹۸: رهبر را دنبال کن (به انگلیسی: Follow the Leader)
- ۱۹۹۹: مسئله‌ها (به انگلیسی: Issues)
- ۲۰۰۲: تسخیر ناپذیران (به انگلیسی: Untouchables)
- ۲۰۰۳: نگاهی در آینه بینداز (به انگلیسی: Take a Look in the Mirror)
- ۲۰۰۵: تو را در طرف دیگر خواهم دید (به انگلیسی: See You on the Other Side)
- ۲۰۰۷: آلبوم بدون عنوان (به انگلیسی: Untitled album)
- ۲۰۱۰: کورن ۳: به یاد بیاور چه کسی هستی (به انگلیسی: Korn III: Remember Who You Are)
- ۲۰۱۱: راهی به تمامیت (به انگلیسی: The Path of Totality)
- ۲۰۱۳: جابجایی پارادایم (به انگلیسی: The Paradigm Shift)
- ۲۰۱۶: متانت رنج کشیدن (به انگلیسی: The Serenity of Suffering)
- ۲۰۱۹: هیچ چیز (به انگلیسی: The Nothing)
- ۲۰۲۲: مرثیه (به انگلیسی: Requiem)